# Hydroptila helmali
Hydroptila helmali är en nattsländeart som beskrevs av Chantaramongkol och Malicky 1986. Hydroptila helmali ingår i släktet Hydroptila och familjen smånattsländor. Inga underarter finns listade i Catalogue of Life.